# وو-سور-سور
شهر وو-سور-سور (به فرانسوی: Vaux-sur-Sûre) در شهرستان بستونی  در استان لوکزامبورگ  در منطقه فدرال والوون در کشور بلژیک واقع شده‌است.